# فتق اشپیگل

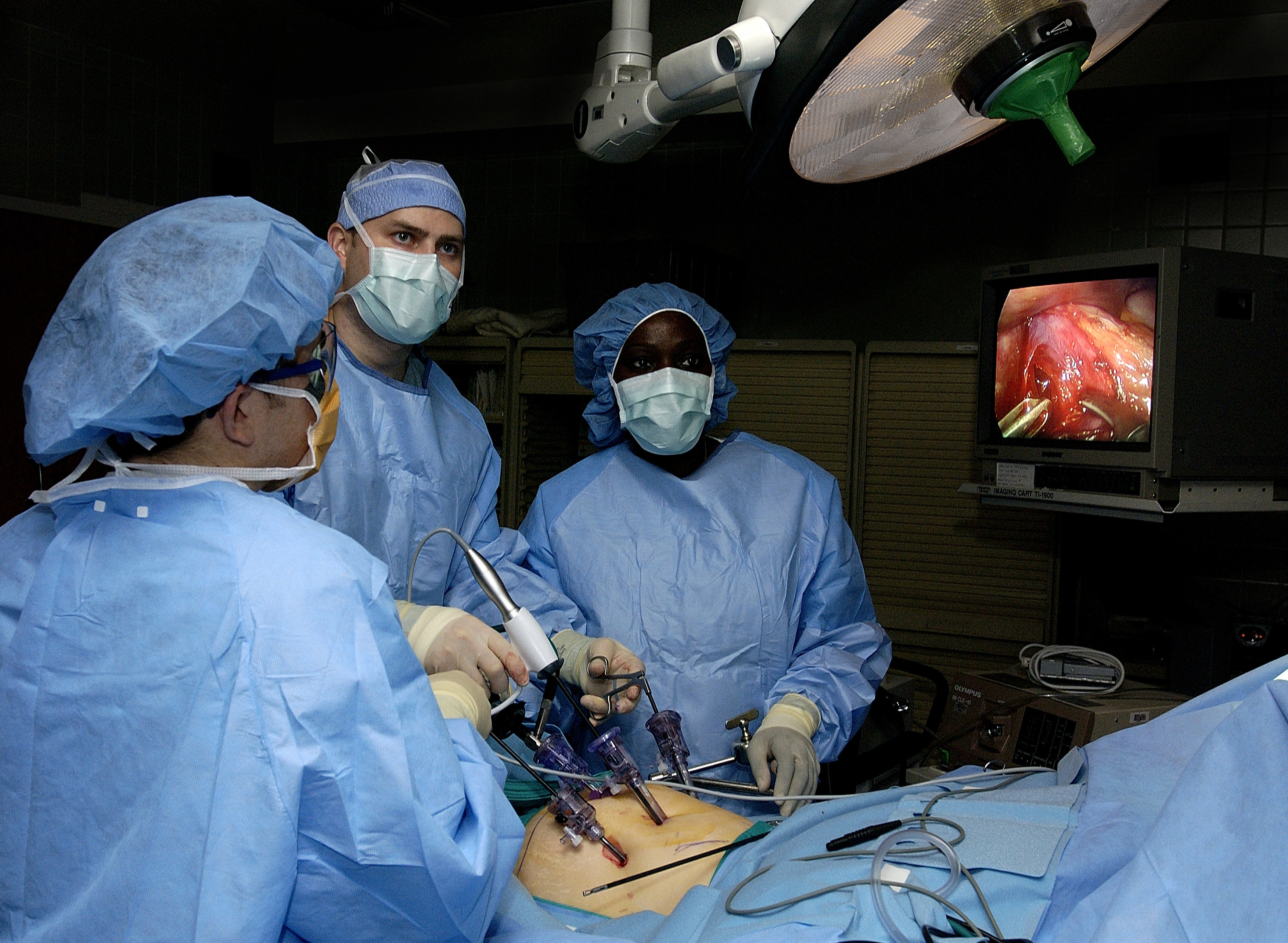
جراحی لاپاروسکوپی فتق

فتق اشپیگل یا فتق اشپیگلی (انگلیسی: Spigelian hernia)نوعی فتق برشی است که در آن نیام زردپی پهن (فاسیای آپونوروتیک) از طریق سوراخی در محل اتصال خط نیمه‌هلالی و خط قوسی بیرون می‌زند و باعث ایجاد برآمدگی می‌شود. این فتق در چارک پایین شکم بین ناحیه‌ای از بافت متراکم رشته‌ای و عضلات دیواره شکم ظاهر می‌شود و باعث بروز (التهاب اشپیگلی زردپی پهن) می‌شود.
در واقع، این برجستگی ناشی از بیرون‌زدگی چادرینه بزرگ (امنتوم)، بافت چربی یا روده در آن ناحیه ضعیف بین عضلات دیواره شکم است که باعث می‌شود روده‌ها یا بافت چربی سطحی از طریق یک سوراخ بیرون بزنند و نقصی ایجاد کنند. در نتیجه، حرکت یک عضو یا حلقه‌ای از روده در فضای ضعیف بدن که نباید در آن باشد، رخ می‌دهد. این جدایی (زردپی پهن) در ناحیه شکمی جلویی است که فتق بیشتر در آنجا رخ می‌دهد.
فتق‌های اشپیگل در مقایسه با سایر انواع فتق نادر هستند زیرا در زیر لایه‌های چربی شکم ایجاد نمی‌شوند بلکه بین بافت فاسیایی که به ماهیچه متصل می‌شود، ایجاد می‌شوند. فتق اشپیگل معمولاً قطر کمتری دارد، معمولاً ۱ تا ۲ سانتی‌متر است و خطر فتق شدن بافت بالا است. 

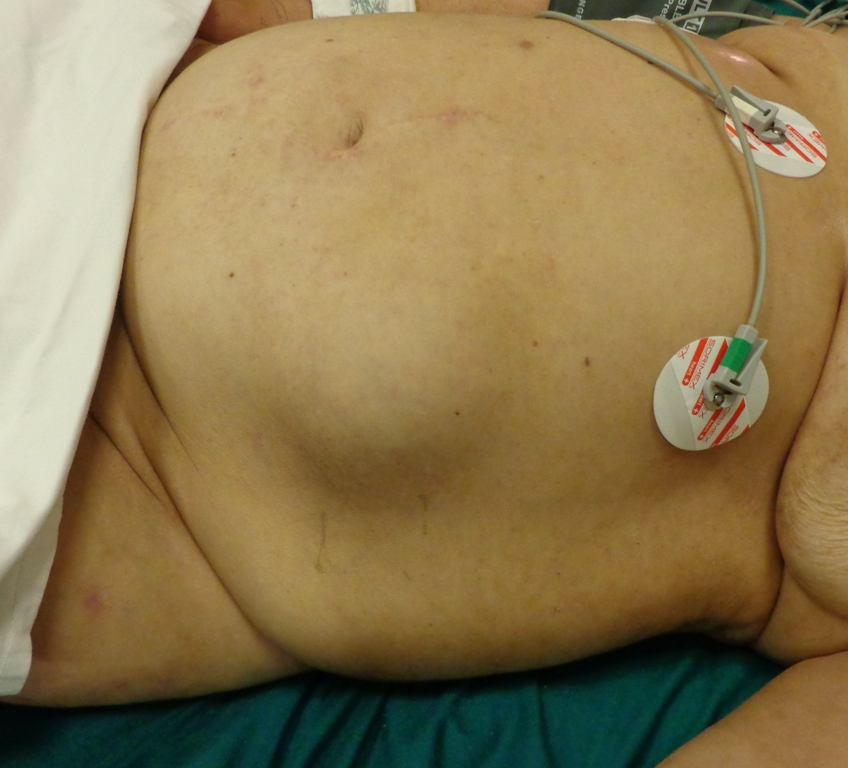
فتق اشپیگل چپ.

## علائم و نشانه‌ها
افراد معمولاً با درد متناوب، توده یا برآمدگی مراجعه می‌کنند که همگی از علائم کلاسیک انسداد روده هستند. بیمار ممکن است هنگام ایستادن در حالت ایستاده برجستگی داشته باشد، هرچند که ناراحتی ممکن است به دلیل محل آناتومیکی با زخم معده اشتباه گرفته شود. این برجستگی ممکن است در هنگام کشش دردناک باشد، اما وقتی بیمار در حالت استراحت دراز می‌کشد، از بین می‌رود. با این حال، تعدادی از بیماران بدون علائم مشخص اما با حساسیت مبهم در ناحیه فاسیای اشپیگل مشاهده می‌شوند.

## تشخیص
تصویربرداری با سونوگرافی یا سی‌تی‌اسکن برای تشخیص فتق نسبت به عکس‌برداری با اشعه ایکس تصویربرداری بهتری ارائه می‌دهد. پروب سونوگرافی باید از سمت جانبی به سمت داخلی حرکت کند و یک توده هایپواکوئیک در هنگام مانور والسالوا در سمت جلو و به سمت داخلی نسبت به سرخرگ بالاشکمی پایینی (شریان اپی‌گاستریک تحتانی) ظاهر شود. تشخیص فتق اشپیگلی به‌طور سنتی با تاریخچه و معاینه فیزیکی به‌تنهایی دشوار است. افرادی که کاندیدای خوبی برای جراحی انتخابی فتق اشپیگلی هستند، پس از دریافت مشاوره تشخیصی اولیه توسط یک متخصص پزشکی دارای مجوز، به پزشک مراجعه خواهند کرد تا برای جراحی برنامه‌ریزی کنند.

## درمان
فتق اشپیگل به دلیل خطر بالای گرفتگی می‌تواند با روش باز یا جراحی لاپاروسکوپی ترمیم شود. جراحی نسبتاً ساده است و تنها نقص‌های بزرگتر نیاز به پروتز توری دارند. برخلاف روش لاپاروسکوپی داخل صفاقی با استفاده از توری، خطر عوارض و بازگشت فتق در دوره بعد از عمل به‌طور قابل‌توجهی بیشتر است. فتق اشپیگل بلافاصله پس از تأیید خطر گرفتگی، نیاز به عمل جراحی پیدا می‌کند. امروزه فتق اشپیگل می‌تواند با لاپاروسکوپی رباتیک ترمیم شود و بیشتر بیماران در همان روز ترخیص می‌شوند. این رویکرد ساده و بدون پیچیدگی برای فتق‌های کوچک اشپیگل، ترکیبی از مزایای محلی‌سازی، کاهش و بستن لاپاروسکوپیک را بدون عوارض و هزینه مرتبط با استفاده از مواد خارجی ارائه می‌دهد. ترمیم بخیه لاپاروسکوپی بدون توری، یک روش ساده برای فتق‌های کوچک اشپیگلی است که مزایای بسته شدن بدون مشکلات و هزینه‌های مرتبط با مواد خارجی را فراهم می‌کند.

## نام‌گذاری
آدریان فان‌دن اسپیخل (اشپیگل)، کالبدشناس دانشگاه پادووا در قرن هفدهم بود. او در سال ۱۶۱۹ استاد جراحی شد و اولین کسی بود که در سال ۱۶۲۷ این فتق نادر را توصیف کرد. تاریخچه فتق اشپیگلی در سال ۱۶۴۵، بیست سال پس از مرگ اشپیگل به رسمیت شناخته شد. در سال ۱۷۶۴، تقریباً یک قرن بعد، کالبدشناس فلاندری، یوزف کلینکوش، به دلیل شناسایی و توصیف فتق واقع در نیام اشپیگلی شناخته شد و اصطلاح «فتق اشپیگلی» را به‌کار برد.

## سندروم راوین‌تیران
راوین‌تیران سندروم جدیدی را توصیف کرد که در آن فتق اشپیگل و نهان‌بیضگی (بیضه‌های پایین نیامده) با هم رخ می‌دهند. برخی از عوارض شایع این نشانگاه نهان‌بیضگی شامل پیچش بیضه و ارتباط آن با سرطان بیضه است.